# Campionati del mondo di ciclismo su strada 2021 - Cronometro maschile Under-23
La cronometro maschile Under-23 dei Campionati del mondo di ciclismo su strada 2021 si svolse il 20 settembre 2021 su un percorso di 30,3 km, con partenza da Knokke-Heist e arrivo a Bruges nelle Fiandre in Belgio. La vittoria fu appannaggio del danese Johan Price-Pejtersen con il tempo di 34'29"75 alla media di 52,702km/h, che ha preceduto l'australiano Luke Plapp, argento, il belga Florian Vermeersch, bronzo.
Sul traguardo di Bruges 66 ciclisti, di 43 nazioni, su 67 partiti da Knokke-Heist, portarono a termine la competizione.

## Ordine d'arrivo (Top 10)
| Pos. | Corridore             | Squadra       | Tempo    |
| ---- | --------------------- | ------------- | -------- |
| 1    | Johan Price-Pejtersen | Danimarca     | 34'29"75 |
| 2    | Luke Plapp            | Australia     | a 10"24  |
| 3    | Florian Vermeersch    | Belgio        | a 11"39  |
| 4    | Søren Wærenskjold     | Norvegia      | a 13"42  |
| 5    | Mick van Dijke        | Paesi Bassi   | a 24"41  |
| 6    | Daan Hoole            | Paesi Bassi   | a 39"91  |
| 7    | Ethan Vernon          | Gran Bretagna | a 43"78  |
| 8    | Michel Hessmann       | Germania      | a 48"29  |
| 9    | Filippo Baroncini     | Italia        | a 57"85  |
| 10   | Magnus Sheffield      | Stati Uniti   | a 58"95  |